# 풀밭 위의 오찬
풀밭 위의 오찬(Le Dejeuner Sur L'herbe, Lunch On The Grass)은 프랑스에서 제작된 장 르누아르 감독의 1959년 코미디, 멜로/로맨스 영화이다. 폴 뫼리스 등이 주연으로 출연하였다.

## 출연

### 주연
- 폴 뫼리스
- 찰스 블래벳

### 조연
- 안드레 브루노
- 헬렌 뒥
- 폴레트 더보스
- 레이몬드 주르당
- 진 클라우디오
- 페르난드 사르두
- 카트린 루벨
- 티에리 롤랑

## 같이 보기
- 피시스